# Grammitis vaupelii
Grammitis vaupelii är en stensöteväxtart som först beskrevs av Guido Georg Wilhelm Brause, och fick sitt nu gällande namn av Edwin Bingham Copeland. Grammitis vaupelii ingår i släktet Grammitis och familjen Polypodiaceae. Inga underarter finns listade.